# هولي بريك
هولي بريك (بالإنجليزية: Holly Breck)‏ هي دراجة أمريكية، ولدت في 27 مايو 1992.

## وصلات خارجية
- هولي بريك على موقع الاتحاد الدولي للدراجات (الإنجليزية)
- هولي بريك على موقع إحصائيات الدراجات الإحترافية (الإنجليزية)
- هولي بريك على موقع نسبة الدراجات (الإنجليزية)